# Latina (Emma)
Latina è un singolo della cantautrice italiana Emma, pubblicato il 28 agosto 2020 come quarto estratto dal sesto album in studio Fortuna.

## Descrizione
Il brano, scritto da Calcutta, Tropico e Dardust, quest'ultimo anche produttore, è stato spiegato dalla cantante in un comunicato:

## Promozione
La cantante ha presentato il brano dal vivo in occasione della sua partecipazione ai SEAT Music Awards 2020 il 2 settembre 2020, evento organizzato in sostegno dei lavoratori dell'industria dello spettacolo colpiti dalla chiusura dei concerti e spettacoli per la pandemia di COVID-19.

## Accoglienza
Rockol descrive il brano dalle «sonorità esotiche che vengono evocate da Dardust, non strizzano l'occhio al mondo latinoamericano» a cui «spetta il compito di accompagnarci verso una stagione autunnale piena di incognite», con un significato malinconico che risente di Calcutta.
Billboard Italia riporta che il brano porta alla vocalità della cantante a «spingersi letteralmente “in acque inesplorate”, dando al singolo un tocco di leggerezza», attraverso una sonorità che «strizza l’occhio al dembow, sonorità vicine al reggaeton» definendolo «complesso è davvero pieno, ricco di elementi abbinati da DRD in maniera davvero suggestivi, senza inseguire la fast music».

## Video musicale
Il videoclip, diretto da BENDO, è stato reso disponibile in concomitanza con il lancio del brano sul canale YouTube ufficiale della cantante. Il video musicale  è stato girato interamente in 4:3 e contiene un riferimento al programma televisivo Temptation Island. Emma ha raccontato il processo creativo del video e il lavoro con i registi:

## Tracce
Testi e musiche di Dario Faini, Edoardo D'Erme e Davide Petrella.
1. Latina – 3:24

## Classifiche
| Classifica (2020) | Posizione massima |
| ----------------- | ----------------- |
| Italia            | 53                |